# 9.3×64mm 브렌네케

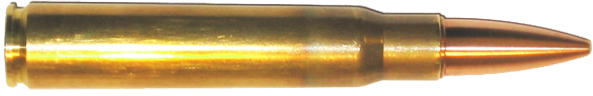

9.3×64mm 브렌네케(9.3×64mm Brenneke, C.I.P.에서 9,3 x 64 브렌네케로 지정)는 1927년 독일의 총기 제작자 빌헬름 브렌네케가 설계한 림리스 병목형 중앙 격발식 소총 탄약통이다. 아프리카, 아시아, 유럽, 북아메리카에서 중대형 사냥감을 사냥하는 데 적합하다.
9.3×64mm 브렌네케는 표준 크기의 마우저 98 볼트액션 소총을 위한 중구경 대구경 사냥 탄약통으로 설계되었다.

## 역사
유명한 독일 총기 및 탄약 설계자 빌헬름 브렌네케의 가장 성공적인 탄약통 설계 중 하나는 9.3×64mm 브렌네케였다. 그는 이 탄약통을 새로(9.3×64mm 브렌네케는 다른 탄약통을 모체 케이스로 사용하지 않음) 설계하여 1927년에 상업적으로 출시했다. 이 대구경 사냥 탄약통은 그가 설계한 것 중 가장 강력한 탄약통이다. 9.3×64mm 브렌네케는 당시 독일군 표준 장비이자 인기 있는 스포츠용 소총이었던 마우저 게베어 98 소총에서 장전 및 완벽한 기능에 방해가 될 만한 형태나 치수적 단점 없이 가능한 한 가장 큰 케이스 용량을 갖도록 설계되었다.
표준 크기의 마우저 98 소총에서 작동하려면 일반적인 약실 변경 외에 총기제작자가 내부 탄창 상자를 9.3×64mm 브렌네케 탄약통과 제대로 작동하도록 개조해야 한다. 이는 이 탄약통의 케이스가 군용 7.92×57mm 마우저 탄약통보다 길고 직경이 크기 때문이다. 상대적으로 뭉툭한 총알(또는 나중에 짧은 원뿔형 탄두)을 사용하는 짧은 전체 길이 84 mm (3.31 in)의 9.3×64mm 브렌네케 탄약은 탄창 길이 변경이나 하부 러그 리베이트 뒤의 액션 가공 없이도 표준 크기 M98 액션에 맞아야 하지만, 그렇게 잘못 개조된 표준 크기 M98 액션 소총은 85.6 mm (3.37 in) 길이의 완전한 9.3×64mm 브렌네케 탄약통을 다룰 수 없다.
중앙 유럽에서 표준 크기의 마우저 98 소총이 널리 보급되었고, 약 72.4mm의 케이스 길이와 91.4 mm (3.60 in)의 전체 길이를 가진 .375 H&H 매그넘 탄약과 그 목 부분이 가늘어진 버전인 .300 H&H 매그넘이 표준 크기의 마우저 98 볼트액션 소총에 장전하기에는 너무 길다는 사실 때문에, 더 짧은 9.3×64mm 브렌네케는 유럽 대형 사냥꾼들에게 흥미로운 약실 옵션이 되었다.
브렌네케는 19.65그램(303 gr)의 토르페도 이상 게쇼스(TIG – Torpedo Ideal projectile)와 17그램(262 gr)의 납, 청동 또는 구리 팁이 달린 재킷 탄두를 대형 사냥감용으로, 소형 사냥감용으로 출시했다. 나중에 두꺼운 가죽을 가진 위험한 사냥감용으로 청동 팁이 달린 특수 TIG와 완전 금속 재킷 탄두가 추가되었다. 그 후 브렌네케는 납 팁이 달린 19그램(293 gr)의 토르페도 유니버설 게쇼스(TUG – Torpedo Universal projectile)를 개발했으며, 이 탄두는 현재도 생산되고 있다.
2009년, 러시아군은 드라구노프 저격총의 9.3×64mm 브렌네케 SVDK 변형 모델을 위해 반장갑 관통 9SN 탄약통을 개발했다. 이 탄약통은 강철 코어가 있는 16.6g(256 gr)의 뾰족한 보트테일 FMJ 탄두를 사용하며, 총구 속도 770m/s(2520 ft/s)를 달성한다. 9SN 탄약통은 600미터(660 yd) 거리까지 방탄복을 관통할 수 있어야 한다.
9.3×64mm 브렌네케의 탄도 성능은 .375 H&H 매그넘과 유사하면서도 크기가 작고 추진제 사용량이 적다. 케이스 용량이 8% 적어 더욱 현대적이고 효율적인 설계이다.
6.5×63mm 메스너 매그넘이 공식적으로 인증되면서, 동일한 기본 탄약통 케이스를 공유하는 이 독일 64mm "매그넘 소총탄 계열"은 71년 후에 확장되었다.
이 독일 64mm 탄약 "계열"의 탄약은 개발 순서대로 다음과 같다:
- 9.3×64mm 브렌네케 (1927)
- 6.5×63mm 메스너 매그넘 (2002)

## 탄약통 치수
9.3×64mm 브렌네케는 5.71 ml (88 그레인) H2O 탄약통 케이스 용량을 가진다. 이 독일제 림리스 병목형 중앙 격발식 탄약통 설계의 드문 특징은 약간 오목한 림(P1 - R1 = 0.28 mm)을 가지고 있다는 점이다. 9.3×64mm 브렌네케가 개발된 시대의 특징은 완만하게 경사진 어깨이다. 케이스의 외부 형태는 극한 조건에서도 볼트액션 소총에서 신뢰할 수 있는 케이스 급탄 및 추출을 촉진하도록 설계되었다.
9.3×64mm 브렌네케 최대 C.I.P. 탄약통 치수. 모든 치수는 밀리미터(mm) 단위이다.
미국인들은 어깨 각도를 알파/2 ≈ 17.49도로 정의할 것이다. 랜드 지름 = 9.00mm, 그루브 지름 = 9.28mm, 랜드 폭 = 4.60mm, 4개의 그루브가 있다. 이 탄약통의 일반적인 강선 회전율은 360mm (1-14.17인치)이며, 뇌관 유형은 대형 소총 매그넘이다.
공식 휴대용 화기 시험 국제 상설 위원회(C.I.P.) 규정에 따르면 9.3×64mm 브렌네케 케이스는 최대 440.00 MPa (63,817 psi)의 피에조 압력을 견딜 수 있다. C.I.P. 규제 국가에서는 모든 소총-탄약통 조합이 소비자에게 판매를 인증하기 위해 이 최대 C.I.P. 압력의 125%로 시험을 거쳐야 한다.
이는 C.I.P. 규제 국가에서 9.3×64mm 브렌네케 약실 총기가 현재(2018년) 550.00 MPa (79,771 psi) PE 피에조 압력으로 시험을 거친다는 것을 의미한다.

## 실전에서의 9.3×64mm 브렌네케
9.3×64mm 브렌네케는 강력한 탄약통이며 탄도 성능은 .375 H&H 매그넘과 유사하다. 다른 모든 대구경 사냥 탄약통과 마찬가지로 강한 반동을 보인다. 적절하게 맞는 개머리판과 효과적인 총구 제동기는 반동으로 인한 문제를 줄이는 데 도움이 된다. 9.3×64mm 브렌네케 탄약통의 장점은 표준 크기의 볼트액션 소총에 장전할 수 있다는 점이다.
독일의 대형 사냥꾼들은 아프리카에서 평원 사냥감과 빅 파이브 게임을 사냥하는 데 9.3×64mm 브렌네케를 자주 사용하는 반면, 영국과 미국 사냥꾼들은 .375 H&H 매그넘 또는 유사한 탄약통을 선택한다. 9.3×64mm 브렌네케는 순수 민간용 탄약통이므로, 이전 또는 현재의 군용 탄약통의 민간 사용을 금지하는 국가에서도 사용할 수 있다. 9.3×64mm 브렌네케는 1 moa (0.3 mil) 또는 그 이상의 우수한 정확도 잠재력을 가지고 있다.
공장 생산 탄약이 많지 않다. 제2차 세계 대전 이후, 브렌네케 사는 19그램(293 gr) TUG만 생산했고, 나중에 18.5그램(285 gr) 라운드 노즈와 16그램 토르페도 옵티멀 게쇼스(TOG – Torpedeo Optimal projectile) 탄두가 제공되었다. 이러한 탄약으로 9.3×64mm 브렌네케는 독일 사냥꾼들 사이에서 대형 사냥 사파리에서 좋은 평판을 얻었다.
독일 탄약 제조사 RWS도 두 가지 공장 생산 탄약을 제공한다. 미국에서 A-Square는 18.5그램(285 gr) 라이온 로드, 18.5그램(285 gr) 데드 터프, 18.5그램(285 gr) 모노리식 솔리드 탄두로 장전된 9.3×64mm 브렌네케를 제공했다.
9.3×64mm 브렌네케는 현장에서 좋은 평판과 유연성 덕분에 재장전하는 사람들 사이에서 매우 인기가 많다. 이들은 이 탄약통을 광범위하게 사용하여 수제 장전을 통해 강력한 탄약을 만들었다. 440 MPa의 C.I.P. 압력 제한을 준수하면서, 9.3×64mm 브렌네케 탄약통은 10 to 21 g (154 to 324 gr) 범위의 탄두를 추진하도록 수제 장전할 수 있어 모든 종류의 사냥에 적합하다.
가벼운 탄두를 장전하면 9.3×64mm 브렌네케 탄약통은 소형에서 중형 사냥감을 사냥하는 데 사용할 수 있다. 무거운 탄두 장전은 위험한 사냥감을 사냥하기에 충분한 속도와 에너지를 제공한다. 9.3×64mm 브렌네케는 적절한 탄두를 사용하면 지구상의 모든 사냥감을 사냥하는 데 적합하다. 단, 일부 사하라 이남 아프리카 국가에서는 위험한 빅 파이브 사냥감(예: 표범, 사자, 케이프 버팔로, 검은코뿔소, 아프리카코끼리속)을 사냥하는 데 최소 9.53 mm (0.375 in) 구경 요건이 있다. 여러 아프리카 국가에서는 9.3×64mm 브렌네케 탄약통을 대형 사냥에 사용할 수 있도록 허용하여 유연한 사파리 탄약통으로 만든다.
사냥 외에도 이 탄약통은 위험한 3급 사냥감, 특히 그리즐리, 북극곰, 불곰을 포함한 큰 곰에 대한 최후의 방어 수단으로 사용될 수 있다.

## 모체 탄약통으로서의 9.3×64mm 브렌네케

### 6.5×63mm 메스너 매그넘
9.3×64mm 브렌네케 케이스는 6.5×63mm 메스너 매그넘의 모체 케이스 역할을 했는데, 이는 본질적으로 9.3×64mm 브렌네케를 6.5mm(.264인치) 구경으로 넥다운한 버전이다. 6.5×63mm 메스너 매그넘의 와일드캣 지위는 2002년에 C.I.P. 인증을 받아 독일 64mm "매그넘 소총 탄약통 계열"의 공식 등록 및 승인된 구성원이 되면서 종료되었다.
6.5×63mm 메스너 매그넘은 5.42ml (83.5 그레인)의 물 탄약통 케이스 용량을 가진다.
6.5×63mm 메스너 매그넘 최대 C.I.P. 탄약통 치수. 모든 치수는 밀리미터(mm) 단위이다.
미국인들은 어깨 각도를 알파/2 = 29도로 정의할 것이다. 이 탄약통의 일반적인 강선 회전율은 200mm (1인치당 7.87인치), 6개의 홈, 랜드 지름 = 6.45mm, 홈 지름 = 6.70mm, 랜드 폭 = 3.50mm이며, 뇌관 유형은 대형 소총 매그넘이다.
공식 C.I.P. 지침에 따르면 6.5×63mm 메스너 매그넘 케이스는 최대 440 MPa(64,000 psi)의 피에조 압력을 견딜 수 있다.
6.5×63mm 메스너 매그넘의 아이디어는 상대적으로 짧은 600mm(23.6인치) 길이의 소총 총열에서 매우 높은 총구 속도를 달성하는 강력한 6.5mm 장거리 사냥 탄약통을 개발하는 것이었다. 개발자인 프랑스의 요제프 메스너는 9.3×64mm 브렌네케를 모체 케이스로 선택했는데, 이는 충분한 케이스 용량을 제공하고 유능한 총기 제작자가 표준 마우저 98 또는 다른 볼트액션 소총을 9.3×64mm 브렌네케 기반 탄약통을 수용하도록 상대적으로 쉽게 약실 변경할 수 있기 때문이다. 메스너는 6.5×63mm 메스너 매그넘 림리스 소총 탄약통 외에도 브레이크 액션 소총용 림이 있는 버전인 6.5×63mmR 메스너 매그넘도 설계했다.
6.5mm(.264인치) 구경에 비해 케이스 용량이 크기 때문에 6.5×63mm 메스너 매그넘은 총열에 매우 가혹하다. 일반적으로 500~1000발 사이에 소총 총열이 마모된다. 철저한 총열 청소(5발마다)와 긴 연속 사격을 신중하게 피하는 것이 총열 마모를 최소화하는 데 도움이 된다. 이 때문에 이 탄약통은 장거리 사격술을 습득하고 유지하기 위해 많은 탄약을 연습하는 대부분의 사격 선수에게는 비실용적이다.
1939년에 출시된 독일 6.5×68mm 탄약통과 1959년에 출시된 미국 .264 윈체스터 매그넘 탄약통은 6.5×63mm 메스너 매그넘의 가장 가까운 탄도적 쌍둥이이며, 둘 다 소매점에서 더 널리 구매할 수 있다.

### .376 슈타이어
9.3×64mm 브렌네케를 모체 탄약통으로 사용하는 또 다른 상용 탄약통은 .376 슈타이어이다. 이것은 본질적으로 제프 쿠퍼의 "슈퍼 스카우트" 중형 소총 개념의 진화로 개발된, 9.5mm(.375인치) 구경으로 넥업된 짧은 9.3×64mm 브렌네케 탄약통으로, 이는 원래 스카우트 소총 개념의 확장판이었다. 더 높은 반동을 가진 .376 슈타이어는 슈타이어 스카우트 소총과 같은 짧고 가벼운 무기에서 사용하기에 가장 큰 실용적인 탄약통이다.

### 와일드캣
C.I.P. (Commission Internationale Permanente Pour L'Epreuve Des Armes A Feu Portative) 또는 그 미국판인 SAAMI (Sporting Arms and Ammunition Manufacturers' Institute)에 공식적으로 등록되거나 승인되지 않은 탄약통은 일반적으로 와일드캣으로 알려져 있다. 표준 공장 케이스를 늘림으로써 와일드캣 제작자는 일반적으로 공장 모체 탄약통 케이스의 용량을 몇 퍼센트 늘려 추가적인 총구 속도를 얻기를 희망한다. 실제로는 이 방법으로 약간의 총구 속도를 얻을 수 있지만, 모체 탄약통과 '개선된' 와일드캣 자손 사이의 측정된 결과는 종종 미미하다. 모체 탄약통 케이스의 모양과 내부 부피를 변경하는 것 외에도 와일드캣 제작자는 원래 구경을 변경할 수도 있다. 원래 구경을 변경하는 한 가지 이유는 특정 사냥감 종의 합법적인 사냥을 위한 최소 허용 구경 또는 탄두 무게를 준수하기 위함일 수 있다.
와일드캣은 C.I.P. 또는 SAAMI 규칙의 적용을 받지 않으므로 와일드캣 제작자는 달성 가능한 높은 작동 압력을 활용할 수 있다. 9.3×64mm 브렌네케는 뇌관, 화약, 탄두로 비교적 쉽게 재장전하여 여러 번 재사용할 수 있는 압력 저항성 탄약통 케이스를 제공하므로 와일드캣 제작자들 사이에서 상당히 인기를 얻었다.
9.3×64mm 브렌네케 기반 와일드캣의 한 예는 8mm 마손이다. 이것은 스페인의 알바로 마손이 설계했다. 이것은 본질적으로 9.3×64mm 브렌네케를 8mm(.323인치) 구경으로 넥다운한 버전이다.

.338/8.5mm 구경 9.3×64mm 브렌네케 기반 와일드캣의 예로는 8.5×64mm가 있다. 8.5×64mm는 5.67 ml (87.5 그레인) H2O 탄약통 케이스 용량을 가진다. 이것은 2001년 독일의 루트츠 묄러가 자신이 설계한 모노 메탈 탄두와 다른 탄두를 발사하기 위해 설계했다. 이 약실은 .333 제프리와 다양한 .338 매그넘과 같은 뛰어난 관통 최종 탄도 성능을 제공하면서도 9.3×64mm 브렌네케 크기의 탄창 상자를 가진 표준 마우저 게베어 98 소총에 맞도록 설계되었다.
.30 구경 9.3×64mm 브렌네케 기반 와일드캣의 예로는 .30 헴브룩 롱이 있다. 이것은 2005년 텍사스주 샌안토니오의 로버트 헴브룩이 설계했다. 완성된 케이스는 다양한 .300 매그넘과 유사한 탄도를 제공하면서도 사용 가능한 길이의 넥을 가지고 표준 마우저 게베어 98 크기의 탄창 상자에 맞도록 설계되었다.

## 같이 보기
- 9.3×62mm
- 9.3×74mmR
- 소총 탄약 목록
- 9mm 구경
- 브렌네케
- 7×64mm
- 8×64mm S
- SVDK